# ایسلتا ویلج پروپر (نیومکزیکو)
ایسلتا ویلج پروپر (به انگلیسی: Isleta Village Proper) یک منطقهٔ مسکونی در ایالات متحده آمریکا است که در شهرستان برنالیو، نیومکزیکو واقع شده‌است. ایسلتا ویلج پروپر ۰٫۷ کیلومتر مربع مساحت و ۴۹۱ نفر جمعیت دارد و ۱٬۴۹۴ متر بالاتر از سطح دریا واقع شده‌است.